# Олусегун, Олакунле
Олакунле Олусегун (род. 23 апреля 2002, Илорин, Нигерия) — нигерийский футболист, нападающий клуба «Краснодар», выступающий на правах аренды за клуб «Пари Нижний Новгород».

## Биография

### Клубная карьера
Футболом начинал заниматься в нигерийских футбольных академиях. 
Виста
Из академии АБС в июле 2019 года перешёл в российский клуб «Виста» из Геленджика. 
Фремад Амагер
В сентябре 2020 года перешёл в датский клуб «Фремад Амагер», выступавший в Первой лиге. Провёл там один сезон, сыграв за это время 40 матчей и забив 12 голов во всех турнирах. 
Ботев
В августе 2021 года был куплен болгарским клубом «Ботев» (Пловдив), за который не сыграл ни одного матча. 
Краснодар
В августе 2021 был арендован клубом «Краснодар» у «Ботева» до конца сезона 2021/22. 29 августа 2021 года дебютировал за «Краснодар-2» в матче ФНЛ против «Балтики».
Весной 2022 года был заявлен за основную команду «Краснодара». 3 апреля 2022 года дебютировал в Российской Премьер-Лиге, начав матч с «Динамо» (0:1) в стартовом составе и был заменён в перерыве.
В июне 2022 года был выкуплен «Краснодаром» у «Ботева», подписал с российским клубом контракт до 30 июня 2026 года. 
6 августа 2022 года забил первые голы за «Краснодар» в матче с «Локомотивом» (3:0). Нападающий отметился дублем.
9 октября 2022 года забил самый быстрый гол в истории РПЛ, потратив всего 8,9 секунды после стартового свистка, в матче против ФК «Ростов», превзойдя рекорд своего соотечественника Эммануэля Эменике на одну секунду.
В июле 2025 года перешёл в «Пари Нижний Новгород» на правах аренды до конца сезона 2025/2026.

### Карьера в сборной
Молодёжные
Выступал за юношескую сборную Нигерии на Кубке африканских наций 2019 (до 17 лет) и отличился в матче со сверстниками из Анголы, а также на чемпионате мира по футболу среди юношеских команд 2019, где отличился в 1/16 финала. Всего за сборную Нигерии среди юношей до 17 лет сыграл 10 матчей, в которых забил три гола.
Основная
6 июня 2025 года дебютировал за основную сборную Нигерии в товарищеском матче против сборной России, выйдя на замену на 76 минуте игры.

## Статистика

### Клубная статистика
| Выступление      | Выступление      | Выступление      | Лига | Лига | Кубки | Кубки | Еврокубки | Еврокубки | Итого | Итого |
| Клуб             | Лига             | Сезон            | Игры | Голы | Игры  | Голы  | Игры      | Голы      | Игры  | Голы  |
| ---------------- | ---------------- | ---------------- | ---- | ---- | ----- | ----- | --------- | --------- | ----- | ----- |
| Фремад Амагер    | 1.Лига           | 2020/21          | 31   | 7    | 6     | 5     | —         | —         | 37    | 12    |
| Фремад Амагер    | 1.Лига           | 2021/22          | 3    | 0    | 0     | 0     | —         | —         | 3     | 0     |
| Фремад Амагер    | Итого            | Итого            | 34   | 7    | 6     | 5     | 0         | 0         | 40    | 12    |
| → Краснодар-2    | 1.Лига           | 2021/22          | 19   | 6    | —     | —     | —         | —         | 19    | 6     |
| → Краснодар-2    | Итого            | Итого            | 19   | 6    | 0     | 0     | 0         | 0         | 19    | 6     |
| Краснодар        | Премьер-лига     | 2021/22          | 9    | 0    | 0     | 0     | —         | —         | 9     | 0     |
| Краснодар        | Премьер-лига     | 2022/23          | 24   | 5    | 9     | 1     | —         | —         | 33    | 6     |
| Краснодар        | Премьер-лига     | 2023/24          | 27   | 3    | 4     | 0     | —         | —         | 31    | 3     |
| Краснодар        | Премьер-лига     | 2024/25          | 19   | 2    | 9     | 1     | —         | —         | 28    | 3     |
| Краснодар        | Итого            | Итого            | 79   | 10   | 22    | 2     | 0         | 0         | 101   | 12    |
| Всего за карьеру | Всего за карьеру | Всего за карьеру | 132  | 23   | 28    | 7     | 0         | 0         | 160   | 30    |

1. ↑  1.Лига Дании, ФНЛ, Премьер-лига.
2. ↑  Кубок Дании, Кубок России, Суперкубок России.

### Сборная
Сборная Нигерии
| № | Дата        | Оппонент | Счёт | Голы | Пасы | Карточки | Минуты  | Соревнование      |
| - | ----------- | -------- | ---- | ---- | ---- | -------- | ------- | ----------------- |
| 1 | 6 июня 2025 | Россия   | 1:1  | —    | —    | —        | 14' 76' | Товарищеский матч |

Итого: сыграно матчей: 1 матч / забито голов: 0; победы: 0, ничьи: 1, поражения: 0.

### Голы
| №  | Дата             | Клуб          | Соревнование                    | Место, зрителей                           | Соперник                | Вратарь           | Гол счёт матча | тип гола     | ссылка |
| -- | ---------------- | ------------- | ------------------------------- | ----------------------------------------- | ----------------------- | ----------------- | -------------- | ------------ | ------ |
| 1  | 1 сентября 2020  | Фремад Амагер | Кубок Дании 20/21 (1-й круг)    | «Сундбю Идрæтспарк», Копенгаген (Г), 420  | Болдклуббен 1908        | Расмуссен Николай | 1—0 (3—0)      | контратака   |        |
| 2  | 1 сентября 2020  | Фремад Амагер | Кубок Дании 20/21 (1-й круг)    | «Сундбю Идрæтспарк», Копенгаген (Г), 420  | Болдклуббен 1908        | Расмуссен Николай | 2—0 (3—0)      | ногой-правой |        |
| 3  | 1 сентября 2020  | Фремад Амагер | Кубок Дании 20/21 (1-й круг)    | «Сундбю Идрæтспарк», Копенгаген (Г), 420  | Болдклуббен 1908        | Расмуссен Николай | 3—0 (3—0)      | н/д          |        |
| 4  | 7 октября 2020   | Фремад Амагер | Кубок Дании 20/21 (2-й круг)    | «Хольбек Спортсби», Хольбек (Г), н/д      | Хольбек                 | Квист Миккель     | 3—0 (3—0)      | н/д          |        |
| 5  | 11 ноября 2020   | Фремад Амагер | Кубок Дании 20/21 (3-й круг)    | «Хеденстед Стадиум», Хеденстед (Г), н/д   | Хеденстед               | Квист Кеннет      | 5—1 (5—1)      | н/д          |        |
| 6  | 6 августа 2022   | Краснодар     | Чемпионат России 22/23 (4 тур)  | «Краснодар», Краснодар (Д), 25 266        | Локомотив (Москва)      | Худяков Даниил    | 2—0 (3—0)      | ногой-правой | 4:00   |
| 7  | 6 августа 2022   | Краснодар     | Чемпионат России 22/23 (4 тур)  | «Краснодар», Краснодар (Д), 25 266        | Локомотив (Москва)      | Худяков Даниил    | 3—0 (3—0)      | ногой-правой | 4:52   |
| 8  | 3 сентября 2022  | Краснодар     | Чемпионат России 22/23 (8 тур)  | «Краснодар», Краснодар (Д), 27 097        | Сочи                    | Адамов Денис      | 1—0 (2—1)      | ногой-правой | 3:00   |
| 9  | 28 сентября 2022 | Краснодар     | Кубок России 22/23 (группа А)   | «Краснодар», Краснодар (Д), 15 096        | Пари Нижний Новгород    | Нигматуллин Артур | 2—0 (2—0)      | ногой-правой | 4:07   |
| 10 | 9 октября 2022   | Краснодар     | Чемпионат России 22/23 (12 тур) | «Ростов Арена», Ростов-на-Дону (Г), 8 325 | Ростов (Ростов-на-Дону) | Песьяков Сергей   | 1—0 (2—3)      | ногой-правой | 0:17   |
| 11 | 3 июня 2023      | Краснодар     | Чемпионат России 22/23 (30 тур) | «Ахмат Арена», Грозный (Г), 5 987         | Ахмат (Грозный)         | Шелия Гиорги      | 2—2 (2—2)      | головой      | 2:05   |
| 12 | 30 сентября 2023 | Краснодар     | Чемпионат России 23/24 (10 тур) | «Ак Барс Арена», Казань (Г), 5 557        | Рубин (Казань)          | Дюпин Юрий        | 2—0 (2—0)      | ногой-правой | 1:26   |
| 13 | 5 ноября 2023    | Краснодар     | Чемпионат России 23/24 (14 тур) | «Краснодар», Краснодар (Д), 31 055        | Крылья Советов (Самара) | Овсянников Богдан | 2—0 (2—1)      | головой      | 1:41   |
| 14 | 2 марта 2024     | Краснодар     | Чемпионат России 23/24 (19 тур) | «Краснодар», Краснодар (Д), 27 019        | Рубин (Казань)          | Дюпин Юрий        | 2—0 (2—1)      | головой      | 1:41   |

Итого — 14 мячей
Кубок Дании — 5 мячей
Чемпионат России — 8 мячей / Кубок России — 1 мяч

## Достижения
«Краснодар»
- Чемпион России: 2024/25
- Серебряный призёр чемпионата России: 2023/24